# Ponte Torta
A Ponte Torta, também conhecida como Ponte Redonda, Ponte do Arco e Ponte dos Bondes, é um bem cultural do patrimônio histórico de Jundiaí. A construção foi tombada a nível municipal em 2008 e consta do Inventário de Proteção do Patrimônio Artístico e Cultural de Jundiaí (IPPAC). É considerada um marco da urbanização da cidade no fim do século XIX.

## História
Construída entre 1888 e 1889, a ponte serviu para a passagem de bondes com tração animal e locomotivas de pequeno porte. O construtor foi o italiano Paschoal Scollato e o engenheiro responsável Willian Harr. É composta de 50 mil tijolos, colocados em blocos com as seguintes medidas: 17 metros de altura e 8 metros de comprimento. Situa-se sobre o Rio Guapeva que após sucessivas enchentes obrigou a prefeitura alargar a margem do rio deixando uma das bases da ponte no curso do rio. O nome deve-se à rua sinuosa que passava por baixo da ponte.
A ponte foi restaurada com a obra sendo entregue em 2015, sendo premiada como menção honrosa pela revista de restauro e conservação pela Universidade de Ferrara.